# Ligabueino
Ligabueino is een geslacht van vleesetende theropode dinosauriërs, behorende tot de Neoceratosauria, dat tijdens het vroege Krijt leefde in het gebied van het huidige Argentinië. De enige benoemde soort is Ligabueino andesi.

## Vondst en naamgeving
In de provincie Neuquén werden in de jaren tachtig resten gevonden van een kleine theropode, ten zuiden van de La Amarga Creek, ongeveer twee kilometer ten oosten van de groeven waar Amargasaurus is aangetroffen. J.F. Bonaparte meldde de vondst in 1994 in een artikel in het Italiaanse wetenschappelijke tijdschrift Ligabue Magazine.
In 1996 benoemde en beschreef José Fernando Bonaparte de typesoort Ligabueino andesi. De geslachtsnaam eert de ontdekker Giancarlo Ligabue en maakt van diens familienaam een Italiaans verkleinwoord, als verwijzing naar het kleine postuur van de dinosauriër en de Italiaanse afkomst van Ligabue. Dat zou betekenen dat de naam als "ligaboeë-ieno" moet worden uitgesproken. De soortaanduiding verwijst naar de herkomst uit de Andes. Bonaparte had de naam al in 1995 vermeld in een populair-wetenschappelijk boek over dinosauriërs, maar zonder voldoende beschrijving zodat het een nomen nudum bleef.
Het holotype, MACN-N 42, is gevonden in de Puesto Antigual-afzetting van de La Amarga-formatie die dateert uit het Barremien en ruim 125 miljoen jaar oud is. Het bestaat uit een gedeeltelijk skelet zonder schedel. Bewaard zijn gebleven: een wervelboog van een achterste halswervel, een wervellichaam uit de rug, twee wervelbogen van achterste ruggenwervels, een achterste staartwervel, twee kootjes van wellicht een derde vinger, een linkerdarmbeen, stukken van beide schaambeenderen en een linkerdijbeen. Van de schaambeenderen zijn alleen de gepaarde schachten over en volgens Novas gaat het in feite om de zitbeenderen. Het is ook mogelijk dat de vermeende wervelbogen uit de achterste rug in feite van de achterste nek afkomstig zijn. Bonaparte dacht dat de kootjes van een teen waren.
Eerst werd gedacht dat het een volwassen exemplaar betrof, maar in 2011 werd geconcludeerd dat het een jong dier was. Dat het niet om een jong ging dat net uit het ei gekropen was, blijkt uit de welgevormde gewrichtsvlakken van het dijbeen en het feit dat bij de staartwervel de wervelboog met het wervellichaam versmolten is zonder zichtbare beennaad.

## Beschrijving

### Grootte en onderscheidende kenmerken
Het holotype is een klein dier waarvan de lichaamslengte door Bonaparte op slechts vierenzeventig centimeter geschat werd. Gregory S. Paul schatte in 2010 de lengte op zestig centimeter en het gewicht op een halve kilogram. Het dijbeen is tweeënzestig millimeter lang. De volwassen lengte is onbekend, maar zal niet zeer veel hoger hebben gelegen. Het is daarmee een van de kleinste dinosauriërs buiten de Maniraptora. In 1994 noemde Bonaparte het de kleinste bekende dinosauriër maar daarbij liet hij vogels buiten beschouwing.
In 2003 stelde Oliver Rauhut dat Ligabueino slechts één onderscheidend kenmerk bezat: een lengtegroeve op het dijbeen, onder de trochanter minor.

### Skelet
Op de achterste halswervel is de wervelboog, slechts zes millimeter breed, vrij laag met relatief korte voorste gewrichtsuitsteeksels en lange achterste gewrichtsuitsteeksels. De bouw lijkt in bovenaanzicht op die van de Abelisauroidea: het bovenvlak is uitgebreid en gescheiden van het zijvlak van de zijuitsteeksels door scherpe richels die van de epipofysen naar de voorste gewrichtsuitsteeksels lopen. De epipofysen vormen daarbij uitgebreide schuin naar bezijden en achteren uitstekende vleugels. Het doornuitsteeksel is erg laag, niet meer dan een afgerond puntje op een langwerpige lengterichel. Dit wijkt af van de bouw bij meer afgeleide soorten die een van voor naar achter korte richel hebben. De staartwervel is lang en laag en heeft ook grote schuin naar achteren en bezijden uitstekende zijuitsteeksels, als bij Indiase vormen.
In het bekken is het darmbeen matig lang en laag, met een licht bol bovenprofiel. Het puntige voorblad is korter dan het achterblad dat naar achteren eindigt in een scherpe wat afhangende punt. Het aanhangsel voor het schaambeen wijst recht naar beneden en is wat langer en dikker dan het aanhangsel voor het zitbeen. Op het achterblad is de insparing voor de aanhechting van de musculus caudofemoralis brevis goed ontwikkeld en loopt over vrijwel de hele onderrand. Er is geen antitrochanter. Novas meende in 2010 dat juist de zitbeenderen in plaats van de schaambeenderen waren bewaard, gezien het ontbreken van een beenschort en schachten die over de volle lengte elkaar raken. Dat kan echter ook een gevolg zijn van de kleine lichaamsomvang.
Het dijbeen is lang en slank, recht in vooraanzicht. De trochanter major is goed ontwikkeld. De dijbeenkop hang wat af. Op de voorzijde bevindt zich hoog een groot foramen of groeve, waarvan de functie onbekend is. De vierde trochanter staat hoog. Van de onderste gewrichtsknobbels is de binnenste het kleinst, maar steekt het verst naar onderen. De knobbels zijn gescheiden door een diepe groeve.
Bij de kootjes meende Bonapart een "hiel" waar te nemen. Dat zou volgens hem erop wijzen dat het om een teenkootje ging dat een sikkelklauw als bij Noasaurus zou dragen. Novas wees erop dat de bouw geheel anders was. De zeven millimeter lange elementen zijn tamelijk robuust met een gewrichtsvlak afgeschuind en in twee helften verdeeld door een middenrichel.

## Fylogenie
Bonaparte plaatste Ligabueino in de Abelisauroidea, mogelijkerwijs in de Noasauridae. In dat geval zou het de oudste bekende noasauride zijn. Latere analyses bevestigden lange tijd een status als noasauride, howel het dier geen synapomorfieën met die groep deelt, maar in 2016 vond een studie een positie basaal in de Abelisauroidea, zij het boven Eoabelisaurus. Dat was in 2010 al door Novas voorspeld. Rauhut wees erop dat het ondanks de kleine lichaamsomvang in ieder geval geen vogel kon betreffen gezien de vorm van het darmbeen en de trochanters van het dijbeen.

## Levenswijze
Het leefgebied van Ligabueino bestond uit vrij natte kustbossen met een kort droog seizoen.
Volgens Bonaparte konden met de sikkelklauw vrij grote prooien bejaagd worden.
Volgens Fernando Emilio Novas wijst de kleine lichaamsomvang op een levenswijze als eter van insecten en kleine gewervelden.